# Long Fliv the King
Long Fliv the King è un cortometraggio muto del 1926, diretto da Leo McCarey e interpretato da Charley Chase.

## Trama
Dopo la morte di suo padre, una principessa riceve un telegramma che dice che diventerà regina solo se si sposa entro ventiquattro ore. Ella sposa allora un uomo condannato a morte, Charles, che però viene scagionato dopo il matrimonio e la raggiunge con l'amico Warfield per avere il trono. Viene provocato finché non colpisce il primo ministro con un pugno cosicché viene sfidato a duello. L'avversario è molto più forte di lui, ma Charles riesce a fuggire con la principessa e l'amico.

## Produzione
Il film fu prodotto dalla Hal Roach Studios.

## Distribuzione
Distribuito dalla Pathé Exchange, il film - un cortometraggio di due bobine - uscì nelle sale cinematografiche USA il 13 giugno 1926.
Il 3 agosto 2004, la Kino International ha distribuito sul mercato americano un DVD in NTSC dal titolo The Charley Chase Collection (1924-1926), un'antologia dedicata a Charley Chase che comprendeva sei cortometraggi girati dal comico statunitense dal 1924 fino al 1926 e accompagnati al piano da Neil Brand. I film. tratti da alcune copie in 35 mm in ottimo stato, erano stati distribuiti in precedenza da Eric Lange e Serge Bromberg per la Lobster Films di Parigi.